# Hubert Harrison (Journalist)
Hubert Harrison, auch H. D. Harrison, Hubert Deacon Harrison, (geboren 28. November 1898 in Walsall; gestorben nach 1960) war ein britischer Journalist.

## Leben
Harrison wurde an der Queen Mary’s School in Walsall und an der Universität Birmingham ausgebildet.
Von 1924 bzw. von 1925 bis 1929 war Harrison Korrespondent der Zeitungen Morning Post und Manchester Guardian. Ab 1929 war er dann für die Presseagentur Reuters tätig und ab 1935 für die New York Times.
Ende der 1930er Jahre geriet Harrison aufgrund seiner journalistischen Tätigkeit in das Visier der Polizeiorgane des NS-Staates: Im Frühjahr 1940 setzte das Reichssicherheitshauptamt in Berlin ihn auf die Sonderfahndungsliste G.B., ein Verzeichnis von Personen, die im Falle einer erfolgreichen deutschen Invasion Großbritanniens durch die Sonderkommandos der SS-Einsatzgruppen mit besonderer Priorität ausfindig gemacht und verhaftet werden sollten.
Im Jahr 1958 war er Auslandskorrespondent für Reuters in Wien, 1960 wurde er Officer des Order of the British Empire.
Harrison war verheiratet mit Marjorie Watson Dewsbury, mit der er eine Tochter hatte.

## Schriften
- Industrial Psychology & the Production of Wealth, 1925.
- The Soul of Yugoslavia. Hubert Deacon Harrison, 1941